# Heteropelma ocypeta
Heteropelma ocypeta là một loài tò vò trong họ Ichneumonidae.